# 마간당 딜라그
《마간당 딜라그》(필리핀어: Magandang Dilag)는 2023년 방영된 필리핀의 텔레비전 드라마이다.